# Термины и понятия аниме и манги
Статья содержит список терминов, связанных с субкультурой аниме и манги. В культуре поклонников аниме развился собственный сленг, часто использующий японские или английские слова, иногда в значении, далёком от изначального.
| # А Б В Г Д Е Ё Ж З И К Л М Н О П Р С Т У Ф Х Ц Ч Ш Щ Э Ю Я |

## А
- AMV (англ. Anime Music Video) — музыкальные видеоклипы, смонтированные фанатами из аниме-кадров[1].
- Айдзобан (яп. 愛蔵版) — коллекционное издание манги, обычно выпускаемое ограниченным тиражом, на высококачественной бумаге и дополнительными бонусами (омакэ): футляром, другой обложкой, цветными страницами и т. п. См. также кандзэмбан.
- Америманга — см. Псевдоманга.
- Америме (англ. amerime) — анимационная продукция, выполненная в аниме-стиле, но выпущенная за пределами Японии.
- Аниме (яп. アニメ) — японская анимация. В Японии термин «аниме» обычно используется по отношению к любому анимационному фильму (мультфильму) безотносительно к его происхождению или стилю[1]. В остальных странах используется для обозначения именно японской анимации[1].
- Артбу́к (англ. art-book) — графический альбом или коллекция изображений и иллюстраций, собранная в виде альбома под одной обложкой. Содержимое графического альбома почти всегда связано между собой общей темой, будь то аниме отдельного жанра, фотоискусство вообще или конкретного художника.
- Арка (англ. arc, story arc) — последовательность серий, связанных общей сюжетной линией.
- Асикоки (яп. 足コキ) — фут-джоб, разновидность непроникающего секса.
- Ахогэ (яп. アホ毛, アホげ, буквально «идиотская причёска») — визуальный приём в виде одиночного локона (реже двойного и более), выделяющегося из причёски персонажа. Визуально ахогэ может быть как толстым, так тонким, как длинным, так и коротким. Обычно имеется у глупого, неумелого и беззаботного персонажа, чаще женского пола[2][3][4][5].
- Ахэгао (яп. アヘ顔), также известный как O-Face — термин в японской порнографии, описывающий выражение лица вымышленных персонажей во время секса.

## Б
- Бакуню (яп. 爆乳, букв. «разрывающиеся груди») — поджанр хентая, особенностью которого является огромный размер груди у женских персонажей[6].
- Бара (яп. 薔薇, «роза») или «гэйкоми» (яп. ゲイコミ, от англ. gay comics) — жанр манги, повествующей о гомосексуальных отношениях мужчин, создаваемый художниками-мужчинами и ориентированной на читателей-мужчин.
- Бисёдзё (яп. 美少女, «красивая девушка») — японский термин, обычно относящийся к молодым красивым девушкам, чаще школьницам старших классов. В аниме и манге, особенно среди западных отаку, термин используется для обозначения стереотипного женского персонажа — красивой молодой девушки[7][8][9][10].
- Бисёнэн (яп. 美少年, «красивый юноша») — японское слово, обозначающее идеально красивого молодого человека. За пределами Японии обычно используется отаку для обозначения стереотипного шаблона мужских персонажей манги и аниме[1].
- Бокэ (яп. ボケ, «не от мира сего») — японский термин, обозначающий человека, намеренно (или нет) говорящего глупости и попадающего в разные неловкие ситуации. Также, наряду с цуккоми, является частью мандзай-дуэта.
- Брокон и сискон — комплекс брата и комплекс сестры, соответственно. Это японские термины, образованные по аналогии с лоликоном и обозначающие, что персонаж чрезмерно привязан к своему брату или сестре (необязательно родным), что в зависимости от произведения и возрастного рейтинга может выражаться как в простом обожествлении более старшего родственника, так и в настоящих романтических чувствах и/или попытках соблазнения. В своём «лёгком» виде брокон часто можно встретить у героинь-младших сестёр в комедийных и романтических аниме и манге, в то время как в «запущенном» варианте оба явления очень часто эксплуатируются в произведениях жанра хентай и этти как элемент эксплуатации табуированных отношений.
- Бункобан, просторечно бунко — том манги, аналогичный танкобону, но, в отличие от него, с меньшим форматом (формат бумаги A6 — 105х148мм), обладает значительно большим числом страниц в томе, лучшим качеством бумаги[11] и, как правило, имеет специальную обложку. Это карманное издание манги, часто используемое для переиздания произведений. Считается «престижным» форматом — сериалы издаются в бункобанах лишь при условии хороших продаж танкобонов[11].

## В
- Вайдобан (ワイド版 [уайдо:бан] ← англ. wide «широкий, обширный; значительный») — формат тома манги с форматом бумаги А5 (148×210мм), преимущественно для жанров сэйнэн и дзёсэй. Том в формате вайдобан по объёму текста схож с томом манги в формате бункобан. Манга жанров сёнэн и сёдзё печатается в танкобон.
- Ваншот (англиц. от one-shot «один удар, выстрел») — небольшая манга (15−60 стр.), в которой отсутствует деление на отдельные главы.
- Визуальный роман (англиц. от visual novel, VN, досл. «визуальная новелла») — жанр компьютерных игр, в котором основное внимание уделяется сюжету и диалогам[12] и используются статичные аниме-изображения и текст[1].
- Вайфу (англиц. от wife «жена») — женский персонаж из аниме, манги или видеоигры, который романтически привлекает, которого считают своим идолом и второй половинкой[13].

## Г
- Гаремный сёнэн (яп. ハ－レム), также гарем или гаремник — сёнэн, сюжет которого завязан на том, что одного юношу в силу тех или иных обстоятельств окружает группа девушек, некоторые из которых к нему неравнодушны. Каждая девушка в таком произведении чаще всего изображает какой-либо расхожий моэ-типаж, дабы привлечь к произведению как можно больше поклонников подобных героинь; в частности, большинство гаремов включают в себя цундэрэ и дандэрэ как основной романтический интерес главного героя. Помимо традиционных гаремов с одной или двумя центральными героинями, гаремные произведения могут представлять собой «нежелательный гарем», где главный герой уже изначально влюблён в одну девушку, и «сбалансированный гарем», где практически каждая героиня получает большую долю экранного времени и возможность претендовать на сердце «хозяина» гарема. В широком смысле с данным жанром также связано такое понятие, как гаремная концовка (англ. Harem ending), когда герой гарема, визуальной новеллы, симулятора свиданий или любого другого романтического произведения в итоге сохраняет статус-кво со всеми девушками или уже в буквальном смысле собирает из них самый настоящий гарем, одним из самых известных примеров чего может служить ранобэ High School DxD.
- Гуро (яп. ログロ) или эрогуро (яп. エログロ) — поджанр хентая, изображающий жестокие формы сексуального насилия, а также всевозможные сцены, вызывающие отвращение. В среде отаку также зачастую используется для описания наличия в сюжете аниме или манги особой жестокости или насилия, особенно сюжетов, использующих художественные элементы сплэттера.
- Гэнки (яп. 元気, «здоровый») — энергичный и жизнерадостный персонаж. Как правило, это оптимист, заводила и душа компании, однако чертами данного темперамента могут наделяться также и просто наивные и простодушные персонажи.

## Д
- Датабук — книга, в которой содержится информация о героях/местах/создании манги/аниме, написанная самим мангакой.
- Дзёсэй (яп. 女性) — жанр манги и аниме, созданный в основном для просмотра молодыми женщинами.
- Добуцу (яп. 動物, «животные») — аниме о разумных человекоподобных существах[14].
- Додзикко (яп. ドジっ子) — милая неуклюжая девушка. Её ошибки/неуклюжести могут доставлять неприятности или причинять физическую боль как ей самой, так и другим[15][16]. Персонажи-додзикко являются одним из стандартных типажей в аниме и манге[17].
- Додзинси (яп.  同人誌) — любительская манга, самостоятельно издаваемая авторами.
- Дзэттай рёики (яп. 絶対領域 «абсолютная территория») — неприкрытая часть женского бедра, которая видна между верхним краем чулка и нижним краем юбки, платья или шорт. Один из объектов фансервиса. Если видны трусики, это уже не дзэттай рёики.
- Дандэрэ (яп. ダンデレ) — архетип персонажей аниме, характер и поведение которых характеризуется терминами даммари (яп. だんまり, «молчаливый») и дэрэдэрэ (яп. でれでれ, «томящийся от любви»). В основном данный термин используется по отношению к героиням, которые общительны и веселы с друзьями, но становятся стеснительными и молчаливыми в общении с понравившимися им парнями.

## Ё
- Ёнкома (яп. 4コマ漫画) — формат выпуска манги по 4 кадра. Обычно используется в комедийных вставках.

## И
- Имото (яп. 妹 имо:то, букв. «младшая сестра») — термин, пришедший из эротических игр, в особенности Kana: Little Sister, и обозначающий младшую сестру главного героя, которая испытывает к нему нежные чувства или просто разбавляет сюжет в зависимости от произведения милым юмором или фансервисом. Однако, само по себе, вне контекста аниме, слово «妹» не имеет какой-либо эротической окраски и является нейтральным. Единственная обязательная черта характера, которая наличествует у большинства имото-героинь, — это глубокое чувство привязанности и обожествление собственного брата, так называемый «комплекс брата» (англ. brocon). Если же произведение посвящено развитию отношений между главным героем и имото, то, как правило, такая героиня по цензурным соображениям оказывается герою неродной сестрой, в то время как произведения, демонстрирующие романтические отношения между персонажем и его родной имото-героиней вроде Oreimo, Mahouka Koukou no Rettousei и Yosuga no Sora, относительно редки и регулярно становятся предметом обсуждения среди фанатов и СМИ[18], несмотря на популярность этой темы в аниме и манге в целом. В широком смысле термин переводится буквально и обозначает любую младшую сестру одного из героев (мужчины или женщины), без привязки к возрасту, характеру или роли в сюжете.
- Исэкай (яп. 異世界, букв. «другой мир») — завязка сюжета произведения, построенная на попаданчестве в другой мир[19].
- Итася (яп. 痛車, букв. «машина, на которую больно смотреть») — автомобили, декорированные под персонажей аниме, манги или видеоигр с помощью аэрографии, наклеек и рисунков.

## К
- Кабэ-дон (яп. 壁ドン, 壁 — «стена», ドン — букв. звук удара «дон») — понятие, применяемое для сцен, в которых один персонаж прижимает другого к стене и преграждает пути к отступлению одной рукой, двумя руками, рукой и ногой и т. д. В основном, применяется мужскими персонажами или претендующими на мужественность героинями в сёдзё-манге и шуточных фан-артах.
- Каваий (яп. 可愛い) — стиль «милый», «прелестный», «обожаемый» по-японски.
- Камидэрэ (яп. 神デレ, яп. 神 — божество, яп. デレデレ — любящий, заботливый) — персонаж манги или аниме, характеризующийся завышенной самооценкой и, зачастую, «комплексом бога». Также к этому добавляются «наполеоновские планы» (головокружительная карьера, переустройство общества и даже мирового порядка) и осознание огромной собственной важности. Интересно то, что эта черта их личности способна сосуществовать вместе с трогательной привязанностью к обожаемым людям, ради которых персонажи-камидэрэ чаще всего и собираются занять место творцов.
- Кёся (яп. 挟射) — «жемчужное ожерелье», порнографический термин, конкретно здесь: разновидность пайдзури.
- Ковай (яп. 怖い) — «страшный», «пугающий».
- Кодомо (яп. 子供) — метажанр аниме и манги, целевая аудитория которого — дети в возрасте до 12 лет.
- Косплей (яп. コスプレ, от англ. costume play — костюмированная игра) — форма воплощения действия, совершаемого на экране. Представления, на которых поклонники переодеваются в костюмы героев аниме и манги[1].
- Кохай (яп. 後輩 ко: хай, букв. «товарищ, стоящий позади») — японский термин, описывающие неформальные иерархические межличностные отношения, общепринятые в организациях, кружках, клубах, школах и на предприятиях Японии. Кохаем считается сотрудник, начавший работать на предприятии позже, либо учащийся младших классов/курсов относительно другого человека, который считается сэмпаем.
- Кудэрэ (яп. クーデレ, от англ. cool — «холодная», яп. デレデレ — любящий, заботливый) — персонаж манги или аниме, характеризующийся своеобразной флегматичностью, немногословностью и стоическим или аналитическим складом ума. В большинстве случаев такой персонаж обладает характерной внешностью, включающей в себя короткие волосы белых или светло-голубых оттенков, красные глаза и миниатюрное телосложение. В зависимости от целей автора, подобные персонажи могут быть как просто излишне флегматичными людьми, так и безэмоциональными представителями искусственных форм жизни и инопланетных цивилизаций.
- Кур (яп. クール, от фр. cours[1]) — трёхмесячный период трансляции аниме в Японии, соответствующей телевизионному сезону (с января по март, с апреля по июнь, с июля по сентябрь и с октября по декабрь), а также часть многосерийного аниме, транслируемая в этот период[1]. Один «кур» может длиться от 11 до 14 недель, тогда как «сезон» аниме может длиться гораздо дольше, а также выходить с перерывами (См. «сплит-кур»)[20].
- Кэмономими (яп. けものみみ, букв. «ушки животных») — персонажи-люди с чертами животных. Самые известные виды: нэкомими («ушки кошки»), инумими («ушки собаки»), усагимими («ушки кролика»), нэдзумимими («ушки мышки»). Также к кэмономими можно отнести другой популярный тип персонажей — кицунэ («лиса»), хотя последние чаще всего фигурируют в аниме или манге в качестве духов, принявших человеческий облик.

## Л
- Лайт-новел (яп. ライトノベル Райто нобэру, от англ. Light Novel) — см. Ранобэ.
- Лоликон (яп. ロリコン рорикон) — японское название комплекса лолиты, кроме этого — название жанра аниме и манги, содержащих эротические или романтические сцены с участием девочек до 14 лет или наряжающихся подобным образом невысоких девушек[1].

## М
- Манга (яп. 漫画) — японские комиксы.
- Мангака (яп. 漫画家) — автор манги.
- Манко (яп. まんこ, マンコ) — непечатное обозначение женской вульвы.
- Махо-сёдзё (яп. 魔法少女 махо: сё:дзё) — поджанр сёдзё, где главный персонаж — девочка или молодая девушка, обладающая некими сверхъестественными способностями (девочка-волшебница) и использующая их для борьбы со злом, защиты Земли, слабых и тому подобных действий[1].
- Метажанр — основополагающий, ведущий жанр в аниме и манге, основанный на возрастном и гендерном разделении целевой аудитории. Различают пять основных метажанров: кодомо, сёнэн, сёдзё, сэйнэн и дзёсэй.
- Ме́ха  (яп. メカ мэка, от англ. mechanism — «механизм») — используемые в аниме механизмы, чаще всего используется для обозначения поджанра в аниме, манге и научной фантастике, основным атрибутом которого являются огромные боевые человекоподобные машины[1].
- Моэ (яп. 萌え, от «моэру» — «гореть энтузиазмом») — японское слово, означающее фетишизацию или увлечение определенной темой или хобби[1]. В современном использовании пришло на замену термину «отаку» в его значение «поклонник чего-либо»[1]. Среди поклонников аниме и манги чаще всего имеется в виду конкретный тип моэ — увлечение определенным типажом персонажей — молодыми и невинными девушками, которые нуждаются в помощи, чтобы раскрыться и «расцвести» (в этом случае от «моэдэру» — «расцвести»), и возможно в поддержке брата-защитника[1].
- Мэганэкко (яп. メガネっ子) — в японском сленге это слово значит «девушка, носящая очки». Оно часто используется в обществе любителей аниме и манги, которые считают, что очки, которые носят девушки или парни, делают их более привлекательными.

## Н
- Накадаси (яп. 中出し, досл. «внутреннее семяизвержение») — аналог порнографического термина кримпай в хентае.
- Нэко (яп. 猫, досл. «кошка») — слово, по-японски обозначающее кошку. Под словом «нэко» (иногда «нека») обычно подразумевают персонажей с кошачьими ушами или антропоморфных кошек. Также «нэко» иногда называют девушек в юри, которые отыгрывают более пассивную роль (иное обозначение — «кэй»).
- Нэко-мими (яп. 猫耳) — кошачьи ушки. Обычно это косплеерский ободок, к которому пришиты имитированные кошачьи уши.
- NTR — в японском языке является аббревиатурой от слов «нэторарэ» (яп. ねとられ, досл. «рогоносец», партнёр, ставший объектом измены) или «нэтори» (яп. ねとり, досл. «изменница», партнёр, совершивший измену непосредственно).
- Ня (яп. ニャー) или мя (яп. ミャー) — японское звукоподражание мяуканью кошки, аналог русского «мяу». Используется в аниме в качестве одного из атрибутов при отыгрывании ролей нэко. В сленге русскоязычных фанатов также есть несколько неологизмов, образованных от «ня»: существительное «няка» (от «ня» и «нэко»), прилагательное «няшный» и приветствие «няк!».

## О
- OEL-манга — см. Псевдоманга.
- ONA (англ. Original Net Animation) — тип аниме, предназначенный для распространения в интернете.
- OVA (англ. Original Video Animation) — тип аниме, предназначенный для распространения на дисках и кассетах, а не для показа в кинотеатрах или по телевидению.
- Окама (яп. おかま, オカマ) — термин, обозначающий персонажа-гея, женственного или трансвестита. Не несёт негативной окраски, но может быть использовано как оскорбление в зависимости от говорящего.
- Омакэ (яп. オマケ омакэ, букв. добавление, от お負け) — японское слово, обозначающее дополнительные материалы[21], выпускаемые вместе с аниме (сериалами, фильмами) на DVD. Под омакэ обычно подразумевают: удалённые сцены; пародии;[21] интервью с создателями, актёрами, сэйю; материалы о создании произведения; неудачные сцены и т. п. В Японии термин омакэ используется в более широком смысле, например, означает бесплатные дополнения к статуэткам или игрушкам, обычно это конфеты или безалкогольные напитки.
- Омораси (яп. お漏らし) — уролагния, разновидность сексуального фетиша.
- Онгоинг (англ. on going) — аниме, последний сезон которого сейчас выходит и транслируется по телевидению в Японии.
- Онии-тян и Онээ-тян (яп. お兄ちゃん и お姉ちゃん  старший брат и старшая сестра, также возможны варианты) — традиционное японское обращение к своим старшим брату или сестре, а также своеобразный элемент «семейного» моэ, который возник из-за фетешизированности его в отаку-культуре. В качестве более формального обращения можно использовать онии-сан для брата и онээ-сан для сестры, соответственно, в то время как онээ-сама и онии-сама малоупотребимы из-за их старомодности и аристократичности, а также их прочной ассоциации в аниме культуре с лесбийским или инцестуозным контекстом, соответственно, хотя они и могут использоваться в произведениях о высшем свете в качестве антуража, например в Code Geass. В аниме сленге можно также встретить такой термин как «онээсан-героиня», использующийся для героинь, которые символизируют заботливую старшую сестру, не обязательно родную. Характерный признак таких девушек — это присказка «ара-ара», аналогичная русскому «ну и ну». Онии-сан и онээ-сан также используются для обращения к (часто незнакомцам) парням и девушкам старше говорящего, но до 30 лет.
- Онээ-сама (яп. お姉さま) — манерное обращение к старшей сестре, выражающей крайнюю почтительность к ней, а также своеобразный женский типаж, популяризированный произведениями в жанре эсу и сёдзё-ай, обозначающий старшеклассницу, являющуюся образцом для подражания для более младших учениц благодаря своим манерам и опыту в различных областях вроде спорта или учёбы. Романтические отношения между онээ-сама и их кохаями в католических женских школах являются одной из центральных тем в произведениях описывающих романтические отношениями между двумя девушками.
- Осананадзими (яп. 幼馴染 друг детства) — термин, обозначающий, что указанная героиня приходится подругой детства главному герою и, как правило, ещё с детства испытывает к нему очевидные романтические чувства, в которых, однако, не может признаться, несмотря на демонстрируемую симпатию. Несмотря на то, что данный термин обозначает скорее уровень отношений между героями, чем какой-либо определённый типаж, осананадзими, как правило, изображаются мальчиковыми девушками, проводящими большинство своего времени рядом с главным героем, но по разным причинам не способными выразить ему свои чувства без вмешательства других конкурирующих с ней девушек. Так как романтическая линия с подобными героинями сравнительно проста для обоснования, осананадзими часто являются центральными героинями большинства романтических аниме и манги, а также визуальных новелл, в особенности Kanon, где все героини (за исключением одной) являются подругами детства главного героя, или OreShura, обыгрывающей популярный сюжет про соперничество подруги детства главного героя с появившейся новой девушкой.
- Отаку (яп. おたく) — человек, маниакально увлекающийся чем-либо[1]. В Японии термин может иметь негативную окраску[1]. На Западе обычно применяется просто в отношении ко всем фанатам аниме и манги[1].
- Оэкаки (яп. お絵描き) — наброски и эскизы в манге. Также разновидность встроенного в форум или имиджборд веб-приложения или Java-апплета для рисования в окне браузера.

## П
- Пайдзури (яп. パイ擦り, ぱいずり, パイズリ), или пайзури — интрамаммарный секс, разновидность непроникающего секса.
- Панцу (яп. パンツ, от англ. pants) — японское слово, обозначающее «трусы» (нижнее бельё). В аниме и манге этим словом называют появление в кадре женского белья, постоянное мелькание панцу (так называемый панцушот или пантира (яп. パンチラ, фраза японских женщин «[у вас] видны трусы»)) — неизменный атрибут фансервисa, особенно это относится к жанрам этти и хентай.
- Псевдоманга — западный комикс, старающийся подражать манге[1]. Термин является непопулярным в использовании среди поклонников на Западе[1]. Вместо него также пытаются использовать «америманга», «американская манга», либо OEL (от англ. Original English Language — «изначально на английском языке»)[1].

## Р
- Рав (англ. raw — «необработанный», также ров, ро́вка, ра́вка) — тип распространяемых в интернете серий аниме, манги и дорамы. Означает видео без каких-либо субтитров, противопоставляется видео со встроенным «жёстким» (hard) или «мягким» (soft) фансабом. Такая классификация распространена среди неяпонских поклонников аниме и манги, обычно файлы в RAW распространяются через BitTorrent так называемыми raw-группами. Такие группы выкачивают из японских сетей WinNY и Share самые качественные по их мнению серии различных аниме-сериалов, переименовывают их в соответствии с правилами ромадзи, затем выкладывают на трекере. RAW в основном качают люди, которые знают японский в достаточной мере, чтобы смотреть видео без субтитров, а также начинающие фансаб-группы.
- Ранобэ (яп. ラノベ) — японский роман с иллюстрациями, одна из наиболее популярных разновидностей художественной печатной продукции в Японии.
- Рэдикоми (см. Дзёсэй)
- Рэдису (см. Дзёсэй)

## С
- Сёдзё (яп. 少女, букв. «девочка») — метажанр аниме и манги, целевая аудитория которого — девочки и девушки в возрасте от 12 до 16—18 лет[1].
- Сёнэн (яп. 少年, букв. «мальчик») — метажанр аниме и манги, основной целевой аудиторией которого являются мальчики и юноши в возрасте от 12 до 18 лет.
- Сёнэн-ай (яп. 少年愛, букв. «любовь мальчиков») — жанр аниме или манги, посвящённый любви между юношами, поджанр яоя. Для жанра характерно изображение романтических, но не сексуальных отношений между юношами или молодыми мужчинами.
- Сёдзё-ай (яп. 少女愛, букв. «любовь девочек») — жанр аниме или манги, посвящённый любви между девушками, поджанр юри. Для жанра характерно изображение романтических, но не сексуальных отношений между девушками или молодыми женщинами.
- Сётакон (яп. ショタコン) — жанр хентая в манге и аниме, изображающий романтические и сексуальные отношения с участием мальчиков.
- Сканлейт (англ. scanlate) — любительский перевод комиксов, чаще всего манги, на иностранный язык.
- Сплит-кур — аниме, один сезон которого транслируется на протяжении двух куров, с перерывом продолжительностью в один кур между ними[20].
- Спокон (яп. スポ根) — жанр аниме и манги, рассказывающий о спортивных достижениях, совершённых благодаря сильной воле к победе.
- Сугой (яп. 凄い) — 1) воскл. здорово! классно! круто! 2) реже: ужасный, страшный; зловещий, жуткий; 3) поразительный.
- Сэйнэн (яп. 青年, букв. «юноша, молодой человек») — метажанр аниме и манги, основной целевой аудиторией которого являются молодые мужчины в возрасте от 18 до 25 лет.
- Сэйю (яп. 声優), также используется аббревиатура CV (сокр. от англицизма character voice, букв. «голос персонажа») — японские актёры озвучивания[1]. Сэйю обычно озвучивают роли в аниме, видеоиграх, иностранных фильмах, а также на радио и телевидении.
- Сэмэ (яп. 攻め, «нападающий») — персонаж произведений в жанре яой, играющий активную роль в сексе. По смыслу противоположен «укэ».
- Сэмпай (яп. 先輩 букв. «товарищ, стоящий впереди») — японский термин, описывающие неформальные иерархические межличностные отношения, общепринятые в организациях, кружках, клубах, школах и на предприятиях Японии. Сэмпаем считается сотрудник, начавший работать на предприятии раньше, либо учащийся старших классов/курсов относительно другого человека, который считается кохаем.
- Сэнтай (яп. 戦隊) — жанр тв-шоу, посвящённых приключениям команды супергероев, которые противостоят разнообразным так называемым «монстрам недели», посылаемым на Землю главным злодеем. Также в узком смысле просто любой отряд супергероев, обладающий характерными признаками жанра.
- Сякухати (яп. 尺八) — фелляция, разновидность орального секса.

## Т
- Танкобон (яп. 単行本) — отдельный том, чаще всего манги.
- Тати (яп. タチ) — активный персонаж в юри-аниме и манге.
- Тентакль (от лат. tentacula — «щупальца») — поджанр хентая, изнасилование щупальцами.
- Тиби (яп. ちび), или чиби, устар. форма CB (от англ. child body — «детское тело»)[1] — уменьшенное и непропорциональное (укороченные конечности и увеличенная голова) изображение персонажа, наиболее характерное для стиля Super Deformed (SD). Используется чаще всего в комедийных сценах или когда персонаж смущается[1]. Большинство тиби имеют также более упрощённую и более экстремализированную схему эмоций. Бывает так, что в одном фрейме используется разная стилистическая подача для разных героев: часть из них может быть нарисована как чиби, а другая — в нормальном стиле.
- Тимпо (яп. ちんぽ, チンポ) — непечатное обозначение мужского пениса.
- Тюнибё, или синдром восьмиклассника (яп. 中二病 тю:нибё:) — термин, используемый для описания персонажей-подростков 14-15 лет, решивших круто изменить свою «скучную» жизнь и в этих целях круто изменивших своё поведение, в том числе изображающих из себя разнообразных фантастических героев, обладающих магическими силами демонов и т. д[22]. Сюжеты с подобными персонажами обычно посвящены темам молодёжных субкультур, эскапизма и взросления. В более широком смысле термин может использоваться для описания любого персонажа, отыгрывающего какую-то роль или пытающегося подражать любимым героям.
- Тэман (яп. 手マン) — фингеринг, разновидность непроникающего секса.

## У
- Укэ (яп. 受け, «принимающий, обороняющийся») — персонаж произведений в жанре яой, играющий пассивную роль в сексе. По смыслу противоположен «Сэмэ».

## Ф
- Фан-арт (англ. fan-art) — авторские работы фанатов отдельного произведения или их сходной группы на тему доработки внешности персонажей, места действия и т. п. Фан-арт не включает самостоятельно придуманные доработки и их литературные описания.
- Фанбук (англ. fanbook, яп. ファンブック) — книга, содержащая информацию об аниме или манге. В частности — персонажах, стиле рисунка, авторах.
- Фансервис (яп. サービス) — временная приостановка сюжета ради включения сцен или ракурсов, рассчитанных на определённый отклик у целевой аудитории с целью повышения заинтересованности[1]. Термин предполагает некий «подарок» преданным поклонникам[1]. Это могут быть сцены, в которых происходит обнажение женских персонажей или моменты, когда они принимают довольно вызывающие позы[1]. Часто используемым вариантом фансервиса являются целые серии, когда персонажи оказываются в бане, бассейне, на горячих источниках или на пляже. Но не всегда фансервис подразумевает именно эротический контент, в качестве фансервиса могут выступать также сложные механизмы на заднем плане для фанатов меха или визуальные гэги, спрятанные в экшен-сценах[1].
- Фанфи́к (англ. fan-fiction) — авторские работы фанатов отдельного произведения или их сходной группы на тему дальнейшего развития событий, побочного развития, а иногда — для описания возможной предыстории. Иногда используется полная форма названия — фанфикшн (от англ. fiction — вымысел). Фанфики в основном литературно-описательные, но есть и фан-арт.
- Фудзёси (яп. 腐女子, «испорченная девушка») — так называют любительниц яойных аниме и литературы, а также соответствующий женский архетип в аниме, изображаемый в виде носящей очки стеснительной девушки, приходящей в восторг при виде любых явных и не очень гомоэротических намёков, своеобразный женский вариант отаку.
- Фуданси (яп. 腐男子, «испорченный мужчина») — так называют любителей яойных аниме и литературы. Причём сами фуданси, как правило, представителями сексуальных меньшинств не являются.

## Х
- Хасбэндо, хасбандо, хасубандо (англиц. от husband «муж») — мужской персонаж из аниме, манги или видеоигры, который романтически привлекает, которого считают своим идолом и второй половинкой[13].
- Хентай (яп. 変態) — разновидность аниме и манги, основным элементом которых являются содержащиеся в них эротические и/или порнографические сцены[1].
- Химэдэрэ (яп. 姫デレ) — тип персонажей, которые ведут себя надменно и эгоистично. Термин происходит от слов «химэ» («принцесса») и «дэрэдэрэ» («нежный, любящий»).
- Хэнсин (яп. 変身) — превращение/трансформация героев/меха.

## Ц
- Цуккоми (яп. ツッコミ, «вклинивание») — японское слово, означающее человека, который пытается шутливо поддеть собеседника; либо саму шутку. Вместе с бокэ является частью мандзай-дуэта.
- Цундэрэ (яп. ツンデレ) — японское слово, служащее для описания персонажа, который по ходу повествования периодически меняет линию своего поведения с агрессивного и немного нагловатого на любящее и сентиментальное.

## Э
- Эроге (яп. エロゲー, от англ. erotic game, «эротическая игра») — японские компьютерные игры эротического и порнографического содержания, обычно стилизованные под аниме-рисовку, разновидность визуальных романов.
- Эрогуро — см. Гуро.
- Этти (яп. エッチ, от англ. H — «эйч», первой буквы в слове «хентай») — изначально сокращение от «хентай», употребляется как более «мягкая» его версия[1]. Жанр аниме или манги, ключевой особенностью которого является показ эротических сцен. В отличие от хентая, этти не показывает сексуальные отношения напрямую, демонстрируя, в зависимости от возраста целевой аудитории, различные по степени откровенности эротические сцены с намёком на такие отношения.

## Ю
- Юри (яп. 百合) — жанр манги и аниме, изображающий гомосексуальные отношения между персонажами женского пола[1][14]. Традиционно юри считается «женским» жанром, однако подобные произведения также могут быть ориентированы на мужчин или общую аудиторию в случае добавления некоторых элементов из других жанров вроде усложнения сюжетов или предназначенного для мужчин фансервиса.

## Я
- Яой (яп. やおい) или BL (англ. Boys' Love — «любовь мальчиков») — жанр аниме и манги, изображающий идеализированные гомосексуальные отношения между персонажами мужского пола. Целевой аудиторией яоя и авторами яойной манги являются девушки и женщины (как правило, гетеросексуальные). Появившись как одно из направлений сатирических додзинси (любительского творчества), яой стал популярной тематикой в аниме жанра романтика.
- Янгирэ (яп. ヤンギレ) — японское определение персонажей, психически не уравновешенных и склонных к внезапному насилию вследствие пережитой психологической травмы. Термин происходит от слов «яндэру» («психическое расстройство») и «кирэру» («жестокий; склонный к насилию»). Янгирэ, в отличие от яндэрэ, имеют привязанность к кому-либо, но при измене возлюбленных персонажей они становятся агрессивнее по отношению к ним; как правило, они одержимы идеей «фикс».
- Яндэрэ (яп. ヤンデレ) — японское определение персонажей, чьи чувства настолько сильны, что выражаются в чрезмерной одержимости и собственничестве. Их часто рассматривают как персонажей, безумно влюблённых в кого-то. Термин происходит от слов «дэрэдэрэ» («нежный, любящий») и «яндэру».